# Кальчицька сільська територіальна громада
Кальчицька сільська територіальна громада — територіальна громада в Україні, у Маріупольському районі Донецької області. Адміністративний центр — село Кальчик.
Утворена 12 червня 2020 року.
16 квiтня 2025 року указом Президента №240/2025 створено Кальчицьку сільську вiйськову адмiнiстрацiю, головою якої того ж дня розпорядженням Президента №34/2025-рп призначено Володимира Матяша, в.о. сiльского голови Мангуша.
23 квiтня 2025 року встановлено тимчасове мiсце перебування вiйськової адмiнiстрацiї.

## Населені пункти
До складу громади входять 15 сіл: Кальчик, Афіни, Водяне, Гранітне, Касянівка, Катеринівка, Келерівка, Кирилівка, Ключове, Кременівка, Македонівка, Малоянисоль, Приовражне, Труженка, Херсонес та селище Асланове.